# Anavirga
Anavirga — рід грибів родини Vibrisseaceae. Назва вперше опублікована 1975 року.

## Класифікація
До роду Anavirga відносять 1 вид:
- Anavirga vermiformis